# Australisch-dänische Beziehungen
Bilaterale Beziehungen zwischen dem Staat Australien und dem Königreich Dänemark, einschließlich der Färöer-Inseln und Grönland, bestehen seit der Aufnahme diplomatischer Beziehungen im Jahr 1948 bzw. 1979.

## Politische Beziehungen
Australien betreibt eine Botschaft in der dänischen Hauptstadt Kopenhagen, die den Betrieb 2002 wieder aufnahm, nachdem sie 1997 vorübergehend geschlossen wurde. Die dänische Botschaft in Canberra schloss im Jahre 2002 und öffnete erneut im Jahr 2007.
Ein „Working Holyday Maker“ und ein Abkommen für soziale Sicherheit wurden 2001 unterzeichnet. 1981 unterzeichneten Australien und Dänemark ein Doppelbesteuerungsabkommen.

## Wirtschaftliche Beziehungen
Die australischen Exporte nach Dänemark, hauptsächlich alkoholische Getränke, Rindfleisch und Nüsse, beliefen sich 2015 auf 120 Millionen A$. Die dänischen Exporte nach Australien, hauptsächlich Fleisch (außer Rindfleisch), Medikamente und Spielzeug, beliefen sich 2015 auf 1,125 Milliarden A$.
Australien ist Dänemarks 17-größte Export- und 49-größte Importquelle. Dänemark ist Australiens 55-größte Export- und 29-größte Importquelle.

## Kulturelle und historische Beziehungen
Eine der ersten Statistiken zur Volkszählung in Australien aus dem Jahr 1871 weist 1014 Dänen in Victoria, 554 in New South Wales und 15 in Tasmanien aus. Es ist anzunehmen, dass viele dieser Dänen wegen des damaligen Goldrauschs nach Australien kamen. Als der Goldabbau in den 1870er Jahren nicht mehr profitabel war, zogen viele Dänen aufs Land und in die Städte. In der Zeit von 1870 bis 1900 entstanden die ersten dänischen, wie auch skandinavischen Organisationen in Australien. Ab den 1880er Jahren engagierten sich zahlreiche Experten aus Dänemark in der sich entwickelnden Industrie und Landwirtschaft Australiens. Dänischstämmige Personen waren auch anschließend in der australischen Kultur, Politik und auch im Gerichtswesen tätig. Ein Beispiel hierfür ist Sir Johannes Bjelke-Petersen (1911–2005), ein australischer Politiker der konservativen Country Party und langjähriger Premierminister von Queensland. Nach dem Ende des Zweiten Weltkriegs emigrierten zahlreiche Dänen nach Australien. Im Jahr 1991 wurden anlässlich einer Volkszählung 9368 Personen in Australien erfasst, die angaben in Dänemark geboren zu sein. Dies war der bisherige historische Höchststand. Heute gibt es einige lokale Organisationen in Australien, die sich der dänischen Kultur, Geschichte und Sprache widmen.
Das Sydney Opera House, das vom dänischen Architekten Jørn Utzon entworfen wurde, wurde Jahr 2013 40 Jahre alt. Es ist zum UNESCO-Weltkulturerbe erklärt worden und ein überaus bekanntes Beispiel einer australisch-dänische Kooperation. Es gibt einige dänische Landmarken in Australien, darunter Arnhem Land, Kap Leeuwin und den Ort Denmark, der nach dem Denmark River benannt ist.

## Bevölkerung
Während der australischen Volkszählung im Jahr 2011 gaben 54.000 Australier an dänischer Herkunft zu sein. Ungefähr 700 Dänen studieren jährlich in Australien.